# Charles Benedict Davenport
Charles Benedict Davenport (1 de junio de 1866 – 18 de febrero de 1944), prominente biólogo y eugenista estadounidense, destacado líder e impulsor de la eugenesia en Estados Unidos que condujo a la esterilización de 60.000 norteamericanos y proporcionó fundamentos para el Holocausto en Europa.

## Biografía
Charles Benedict Davenport nació en Stamford (Connecticut), hijo de Amzi Benedict Davenport (un abolicionista de raíces puritanas) y de su esposa Jane Joralemon Dimon (de ascendencia inglesa, holandesa e italiana), obtuvo el PhD en biología por Harvard en 1892, donde enseñaría zoología. Se casó en 1894 con Gertrude Crotty y falleció de neumonía con 77 años.
Davenport llegó a ser uno de los más prominentes biólogos norteamericanos de su época, pionero en el desarrollo de métodos cuantitativos en taxonomía. Respetaba enormemente las originales aproximaciones biométricas a la evolución por parte de Francis Galton y Karl Pearson y formó parte del comité editorial de la revista Biometrika fundada por Galton y Pearson junto con Walter Weldon. Sin embargo, tras el redescubrimiento en 1900 de las Leyes de Mendel pasó a ser un estricto converso y destacado miembro de la escuela mendeliana.
En 1910 se convirtió en director del Laboratorio de Cold Spring Harbor, donde fundó la Eugenics Record Office (Oficina de Registro de Eugenesia). Comenzó a estudiar la genética humana y más tarde redirigió gran parte de sus esfuerzos a promover la eugenesia. En 1911 publicó su libro más conocido: Heredity in Relation to Eugenics (La herencia en relación a la eugenesia) que se usó como texto universitario durante muchos años. El año siguiente a la publicación fue elegido miembro de la Academia Nacional de Ciencias.
Davenport y su ayudante Morris Steggerda intentaron desarrollar un enfoque cuantitativo global sobre el mestizaje en humanos. El trabajo resultante, Race Crossing in Jamaica (Cruce de razas en Jamaica), se publicó en 1929 y pretendía proporcionar evidencias estadísticas de la degradación biológica y cultural consecuencia de la mezcla de las poblaciones blanca y negra. Hoy en día es considerado un ejemplo de racismo científico que fue criticado ya en su tiempo por extraer conclusiones más allá (y a veces en contra) de los datos presentados. El movimiento eugenesista americano, basándose en suposiciones racistas y elitistas y usando métodos criticados como anticientíficos incluso por eugenesistas británicos, se propuso demostrar la incapacidad de amplios sectores de la población que Davenport y sus seguidores calificaban como "degenerados".
Davenport estuvo en contacto con instituciones y publicaciones de la Alemania Nazi antes y durante la Segunda Guerra Mundial, lo cual ha sido documentado por Stefan Kühl. Por ejemplo, mantuvo relación editorial con dos influyentes publicaciones alemanas, ambas fundadas en 1935, y en 1939 escribió una contribución para el homenaje a Otto Reche, que sería una figura importante en el plan para "desplazar" del este de Alemania las poblaciones consideradas "inferiores".

## Credo eugenésico[6]
- "Creo en la lucha por elevar la raza humana al más alto plano de organización social, de trabajo cooperativo y de esfuerzo efectivo."
- "Creo que soy el administrador del plasma germinal que porto, que ha llegado a mí a través de miles de generaciones antes de mí y que sería desleal (puesto que ese plasma germinal es bueno) si mis actos pusieran en peligro sus excelentes potencialidades o si, a causa de conveniencias personales, limitara indebidamente mi descendencia."
- "Creo que, habiendo tomado cuidadosamente la decisión del matrimonio, nosotros los esposos debemos intentar tener de cuatro a seis hijos, con el fin de que nuestro plasma germinal, tan cuidadosamente seleccionado, se reproduzca en un grado conveniente y que este patrimonio privilegiado no sea disuelto por aquellos fruto de una selección menos cuidadosa."
- "Creo en la selección de los inmigrantes a fin de que nuestro plasma germinal nacional no sea adulterado con rasgos de inadaptación social."
- "Creo en la represión de mis instintos cuando seguirlos pudiera perjudicar a la próxima generación."

## Selección de obra
- Observations on Budding in Paludicella and Some Other Bryozoa (1891)
- On Urnatella Gracilis (1893)
- Experimental Morphology (1897-99)
- Statistical Methods, with Special References to Biological Variation (1899; 2ª ed. 1904)
- Introduction to Zoölogy, con Gertrude Crotty Davenport (1900)
- Inheritance in Poultry, Carnegie Institution Publication, No, 52 (Washington, 1906)
- Inheritance of Characteristics in Domestic Fowl, Carnegie Institution Publication, n.º 121 (Washington, 1909)
- Heredity in Relation to Eugenics (1911)
- Heredity of Skin-Color in Negro-White Crosses, Carnegie Institution Publication, n.º 188 (1913)

1914
- Skin Color of Mulattoes, Jour. Hered. 5:556-558.

1915
- Inheritance of Temperament, Proc. Soc. Exp. Biol. Med. 12:182.
- The Feebly Inhibited. I. Violent Temper and Its Inheritance, Jour. Nerv. Mental Dis. 42:593-628. Also, Eugenics Record Office Bull. n.º 12.
- The Feebly Inhibited: (A). Nomadism or the Wandering Impulse With Special Reference to Heredity. (B). Inheritance of Temperament, Carnegie Inst. Wash. Pub. 236, 158 p. 89 fig.
- Field Work an Indispensable Aid to State Care of the Socially Inadequate, lectura de 42ª Sesión Anual de Nat. Conf. of Charities and Corrections, mayo 15, 16-19.
- The Racial Element in National Vitality. Pop. Sci. Mo. 86:331-333.
- A Dent in the Forehead, Jour. Hered. 6:163-164.
- The Heredity of Stature, Science, 42 :495.
- Hereditary Fragility of Bone (Fragilitas Osseus, Osteopsathyrosis), Eugenics Record Office Bull. n.º 14, 31 p. (con H. S. Conard.)
- How to Make a Eugenical Family Study. Eugenics Record Office Bull, n.º 13, 35 p. 4 gráficos y 2 tablas (con H. H. Laughlin.)

1916
- Heredity of Albinism. Jour. Hered., 7:221-223.Introduction in "The Jukes in 1915" de Arthur H. Estabrook. Carnegie Inst. Wash. Pub. 240.
- Heredity of Stature. (Abstract), Proc. XIX Internat. Congress of Americanists.

1917
- The Effect of Race Intermingling, Proc. Amer. Phil. Soc, 56 :364-368.

1919
- A Comparison of White and Colored Troops in Respect to Incidence of Disease, Proc. Nat. Acad. Sci. 5:58-67 (con A. G. Love.)

1920
- Heredity of Constitutional Mental Disorders, Psychol. Bull. 17 :300-310. Reprinted as Eugenics Record Office Bull. n.º 20. 11 p.

1921
- Comparative Social Traits of Various Races, School and Society, 14:344-348.

1922
- Multiple Sclerosis from the standpoint of geographic distribution and race. Arch Neur Psych. 1922;8(1):51-58

1923
- Comparative Social Traits of Various Races, Second Study. Jour. Applied Psychol., 7:127-134 (con Laura T. Craytor.)
- The Deviation of Idiot Boys From Normal Boys in Bodily Proportions, Proc. 47th Ann. Session Amer. Assoc. for Study of Feeble-minded: 8 p. (con Bertha E. Martin.)
- Hereditary Influence of the Immigrant, Jour. Nat. Inst. Soc. Sci., 8 :48-49.

1925
- What Proportion of Feeblemindedness Is Hereditary? Investigation and Reports, Assoc. Res. Nerv. Mental Dis., 3 :295-299.
- Notes on Physical Anthropology of Australian Aborigines and Black-White Hybrids, Amer. Jour. Phys. Anthrop., 73-94.

1926
- Human Metamorphosis, Amer. Jour. Phys. Anthrop.. 9 :2O5-232.
- Notes Sur l'Anthropologie des Aborigines Australiens et des Metis Blancs et Noirs (tradujo de Mile. M. Renaud.) Bull. de la Societe d'Etude des formes humaines. Annee 4 :3-22.
- The Skin Colors of the Races of Mankind, Nat. Hist. 26 :44-49.
- A Remarkable Family of Albinos, Eugenical News, 11 :5o-52 (con Grace Allen.)

1927
- Heredity of Human Eye Color, Bibliographica Genetica, 3:443-463.

1928
- Control of Universal Mongrelism. How a Eugenist Looks at the Matter of Marriage, Good Health, 10-11  (junio).
- Crime, Heredity and Environment, Jour. Hered., 19 :307-313.
- Nasal Breadth in Negro x White Crossing, Eugenical News, 13:36-37 (con Morris Steggerda.)
- Race Crossing in Jamaica, Sci. Mo., 27 :225-238.
- Are There Genetically Based Mental Differences Between the Races? Science, 68 :628.

1929
- Do Races Differ in Mental Capacity? Human Biol. 1.
- Laws Against Cousin Marriages; Would Eugenicists Alter Them? Eugenics, 2 122-23.
- Race Crossing in Jamaica, Carnegie Inst. Wash. Pub. 395. IX -f- 516 p. 29 planchas (con Morris Steggerda.)

1930
- The Mingling of Races, Chap. XXIII in "Human Biology and Racial Welfare," ed. de E. V. Cowdry, 553-565.
- Intermarriage Between Races; A Eugenic or Dysgenic Force? Eugenics, 3:58-61. (discusión de C. B. D., Hrdlicka, Newman y Herskowitz.)
- Interracial Tests of Mental Capacity, In Proc. and Papers of 9th International Congress of Psychology.
- Some Criticisms of "Race Crossing in Jamaica", Science, 72:501-502.

1934
- The Value of Genealogical Investigation to the Promotion of the Welfare of Our Families and Our Nation, Am. Pioneer Records, 2:143-144.
- Better Human Strains, 25th Annual Report Board of Visitors, Letchworth Village, 49-51.
- How Early in Ontogeny Do Human Racial Characters Show Themselves? Eugen Fischer-Festband, Zeitschr. f. Morph. u. Anthrop. 34 :76-78.

1935
- Influence of Economic Conditions on the Mixture of Races, Zeitschrift fir Rassenkunde, 1 :17-19.

1937
- An Improved Technique for Measuring Head Features, Growth, 1 :3~5.

1938
- Genetics of Human Inter-Racial Hybrids, Current Science. Special Number on "Genetics" (marzo) 34-36.

1939
- The Genetical Basis of Resemblance in the Form of the Nose, in Kultur and Rasse, Festschrift zum 60. Geburtstag Otto Reaches, p. 60–64. J. F. Lehmann's Verlag München/Berlin.

1940
- Developmental Curve of Head Height/Head Length Ratio and Its Inheritance, Amer. Jour. Phys. Anthrop. 26:187-190.

1944
- Dr. Storr's Facial Type of the Feeble-Minded, Amer. Jour. Men. Def. 48:339-344.